# Scabrezza relativa
In idraulica e fluidodinamica, la scabrezza relativa è una proprietà delle superfici delle condotte, data dal rapporto della rugosità della superficie e del diametro della condotta:
{\displaystyle k=\varepsilon /D}
in cui:
- {\displaystyle k} è la scabrezza relativa
- {\displaystyle \varepsilon } è la rugosità (o "scabrezza assoluta")
- D è il diametro della condotta.

Il valore della scabrezza relativa influenza il regime fluidodinamico (laminare o turbolento) della condotta. Tale dipendenza è rappresentata attraverso una particolare correlazione grafica, detta "diagramma di Moody".
Per la costruzione di tale diagramma, Johann Nikuradse preparò tubi con differenti valori di scabrezza, incollando alla superficie di tubi lisci uno straterello di sabbia avente granelli di dimensioni predeterminate.